# ۷ زندگی
۷ زندگی (اسپانیایی: 7 vidas‎) یک نمایش تلویزیونی کمدی موقعیت اسپانیایی است که مابین سال‌های ۱۹۹۹ تا ۲۰۰۶ از شبکهٔ تله‌سینکو پخش شد.

## بازیگران
- تونی کانتو
- خاویر کامارا
- بلانکا پورتیو
- آمپارو بارو
- پاز وگا
- آنابل آلونسو
- مارینا گاتل
- پائو دورا
- ماریا پخالته
- کارمن ماچی
- سانتی میلان
- ناتالیا دیسنتا
- دنی مارتین
- خوانخو آرترو
- گیرمو تولدو
- لوئیس برمخو
- لوچیا اوکونه
- گونسالو دِ کاسترو
- آلبرتو آماریا
- یولاندا راموس